# Nazionale femminile di hockey su prato della Nigeria
La nazionale di hockey su prato femminile dello Nigeria è la squadra femminile di hockey su prato rappresentativa della Nigeria ed è posta sotto la giurisdizione della Nigeria Hockey Federation.

## Partecipazioni

### Mondiali
- 1974 – non partecipa
- 1975 – non partecipa
- 1976 – 11º posto
- 1978 – 10º posto
- 1979-2006 – non partecipa

### Olimpiadi
- 1980-2008 - non partecipa

### Champions Trophy
- 1987-2009 - non partecipa

### Coppa d'Africa
- 2009 - 3º posto